# Chelsea Johnson
Chelsea Johnson, ameriška atletinja, * 20. december 1983, Atascadero, Kalifornija, ZDA.
Ni nastopila na poletnih olimpijskih igrah. Na svetovnih prvenstvih je v skoku ob palici osvojila srebrno medaljo leta 2009.
Njen oče Jan Johnson je bil prav tako skakalec ob palici.